# Adriaen Valerius
Adrianus Valerius, latinisation d’Adriaen Valéry, aussi Adriaen Valerius, né  entre 1570 et 1575 à Middelbourg et mort le 27 janvier 1625 à Veere, est un poète et compositeur de la république des Sept Pays-Bas. De nos jours, Valerius est surtout connu pour ses poèmes traitant de la vie bourgeoise et du patriotisme, et ses chansons de gueux sur la guerre de Quatre-Vingts Ans.

## Biographie
Valerius est le fils de François Valéry, un notaire, fonctionnaire des douanes et huguenot d'origine française, qui obtint un poste de commis judiciaire en 1592 chez Pieter van Reigersbergh, bourgmestre de Veere en Zélande. Six ans plus tard, Adriaen Valerius sera nommé douanier et péagiste à Veere, début d'une brillante carrière en tant que citoyen et patricien de cette ville. Après son mariage avec la fille du bourgmestre en 1605, il fut promu percepteur d'impôts. Plus tard, il devint membre du conseil communal et bourgmestre de Veere.

## LeNederlandtsche gedenck-clanck

### Introduction
Valerius fit preuve de ses mérites de poète par sa participation à un important recueil, le Zeeusche Nachtegael (Le Rossignol de Zélande), publié en 1623, en collaboration avec d'autres.

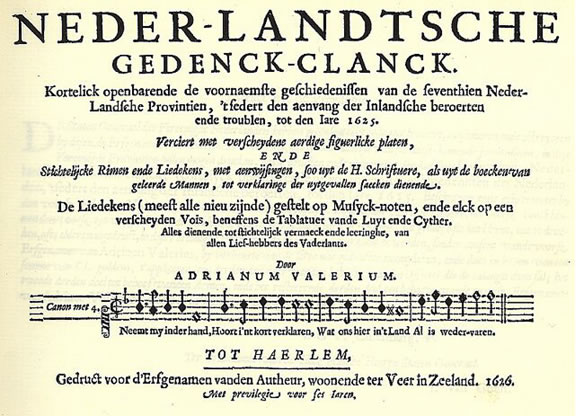
Adriaen Valerius, Nederlandtsche gedenck-clanck, recueil publié par les héritiers de Valerius à Haarlem en 1626.

Cependant, son œuvre principale est la collection de chansons de gueux avec airs notés dans son Nederlandtsche gedenck-clanck (Hymne commémoratif des Pays-Bas) traitant de la guerre de Quatre-Vingts Ans. Cette guerre ayant duré de 1568 à 1648, Valerius en donne l'état des choses jusqu'à peu avant sa mort, car le recueil fut publié à Haarlem un an plus tard, en 1626, par les bons soins de son fils François. Imprégné de la morale calviniste et d'une croyance chiliastique, l'ouvrage devait devenir un pamphlet militant anticatholique et anti-espagnol par excellence. Le livre raconte l'histoire de l'insurrection, hormis par quelques chansons de gueux adaptées, essentiellement complétée par des chansons dont il écrivait lui-même les paroles. Les chansons, toutes sur des airs préexistants mais adaptés et pourvus d'une tablature de luth et de cistre par Valerius lui-même, connurent un succès limité, mais tombèrent ensuite dans l'oubli. Elles gagnèrent en popularité à partir de la fin du XIXe siècle comme chansons patriotiques. La chanson la plus connue du recueil est le Wilhelmus, une chanson de gueux plus ancienne, dont l'origine remonte jusqu'au début de la révolte. La chanson de gueux devint l'hymne national des Pays-Bas ainsi que le plus ancien chant officiel et officieux d'un État représenté au sein des Nations unies. En outre, les chansons Merck toch hoe sterck (Voyez combien il œuvre avec puissance) et Waer dat men sich al keerd of wend (Où que l'on aille) sont encore bien connues aujourd'hui. Valerius cherchait ses mélodies dans le répertoire populaire de chansons néerlandaises à la mode et de chansons et de danses d'origines anglaise, française, italienne, allemande et même espagnole.

### Popularité duGedenck-clanckaux Pays-Bas

#### Redécouverte duGedenck-clanck
Déjà peu après sa publication posthume, le Gedenck-clanck de Valerius tomba dans l'oubli jusqu'à ce que le réveil nationaliste du XIXe siècle l'en retire. La signification historique d'un Valerius ne résulte ni de ses qualités poétiques, désormais considérées comme artificielles, ni du caractère original d'une œuvre censée dériver d'un canon stylistique, mais du fait que son recueil est le miroir de son époque et des coutumes et des mœurs de son temps. Le recueil est imprégné d'un sentiment identitaire patriotique néerlandais, qui lui confère le statut de symbole privilégié dans des temps troublés, comme sous l'occupation allemande des Pays-Bas, ce qui lui valut de se faire adopter par la résistance.

#### LeGedenck-Clancket leLiedboek voor de Kerken
En dehors de chansons profanes, Valerius écrivait plusieurs hymnes chrétiens, toujours chantés dans certaines Églises des Pays-Bas. Dans le Recueil de psaumes et cantiques à l'usage des Églises (Liedboek voor de Kerken), ce sont :
- no  276 : Als Godes Zoon, de heerser over al (Comme le Fils de Dieu, le Tout-Puissant), sur l'air d’Engels Farewel, ou Farewell, dear love (Adieu, mon amour) du luthiste Robert Jones ;
- no  320 : Zingt een nieuw lied voor God de Here (Entonnons un chant nouveau au Seigneur Dieu), sur l'air de Com nu met sang van soete tonen (Entonnez maintenant un chant aux doux accents) ;
- no  411 : Wilhelmus van Nassouwe (Guillaume de Nassau), sur l'air d’Alst begint, c'est-à-dire la mélodie suggérée par les premières paroles de la chanson, qui trouve toutefois son origine dans la chanson française O la folle entreprise du prince de Condé ;
- no  412 : O Heer, die daar des hemels tente spreidt (Ô Seigneur, qui étend la tente céleste), sur l'air d'une gaillarde, la Gaillarde Suit Margriet * ;
- no  413 : De Heer in zijnen troon, zeer schoon (Le Seigneur sur son beau trône), sur l'air d'une courante « française », Fransche Courante ij * :
- no  414 : Wilt heden nu treden voor God, den Here (Veuillez maintenant paraître devant Dieu, le Seigneur), sur l'air de Hey wilder dan wild (Plus farouche que farouche) * :
- no  415 : Komt nu met zang van zoete tonen (Entonnez maintenant un chant aux doux accents), sur l'air d'un branle, le Bransle Guinée * ;
- no  416 : Gelukkig is het land (Heureux est le pays), sur l'air de l’Engelsche min (Amour anglais) * ;
- no  417 : Hoe groot, o Heer, en hoe vervaarlijk (Si grand, ô Seigneur ! et si effroyable), sur l'air de Sal ick noch langher met heete tranen, &c. Volte (c'est-à-dire la chanson sur l'air de la volte Devrais-je encore en larmes brûlantes) * ;
- no  418 : Here, kere van ons af (Seigneur, détourne de nous), sur l'air de Now o now I needs must part (Maintenant, ô maintenant ! il me faut partir), de John Dowland *[3].

Les hymnes marqués d'un astérisque (*) sont écrits par Valerius lui-même.

### Popularité duGedenck-clanckà l'étranger

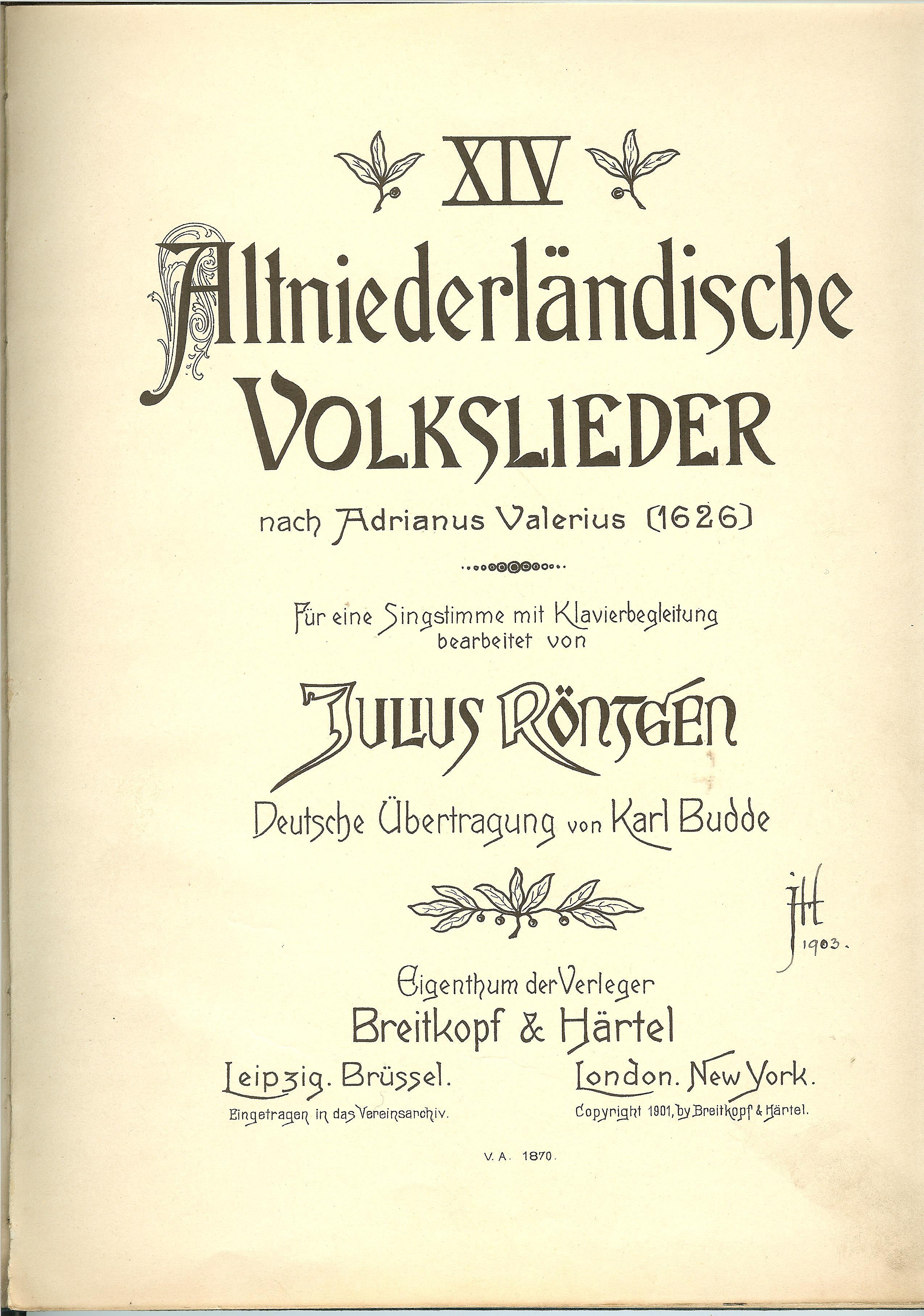
La première de couverture de l'adaptation allemande du Gedenck-clanck (1901) par Röntgen et Budde.

#### Le succès en Allemagne

##### Sous l'Empire allemand
La popularité du recueil de Valerius en Allemagne mérite que l'on s'y attarde. Wilt heden nu treden voor God, den Here (Veuillez maintenant paraître devant Dieu, le Seigneur) avait du succès, surtout grâce à l'engagement personnel de l'empereur Guillaume II, dans la traduction allemande de Josef Weyl (1821-1895) et l'arrangement du compositeur viennois Eduard Kremser (1838-1914) comme Wir treten zum Beten vor Gott, den Gerechten (Nous avançons en implorant la bénédiction de Dieu). Cette dernière chanson (devenue, dans l'adaptation anglaise, We Gather Together) ou l’Altniederländisches Dankgebet (Vieille Prière d'action de grâces des Pays-Bas) devinrent de puissants symboles de l'alliance entre le trône et l'autel dans l'expérience civile religieuse allemande (la « Thron–und–Altar–Zivilreligion », la religion civile de l'Empire jusqu'en 1918). La chanson fut insérée dans le répertoire du Großer Zapfenstreich, le grand tattoo allemand, et était souvent jouée à l'occasion de manifestations à caractère exceptionnel.

##### Sous le Troisième Reich
Sous le régime national-socialiste, la chanson était sciemment intégrée dans les spectacles de masse afin de créer une atmosphère sacrée et d'exprimer la continuité, voulue par Dieu, du Troisième Reich comme prolongation de l'Empire allemand. Ce fut, entre autres, le cas le 9 avril 1938, après le discours d'Adolphe Hitler à Vienne, comme l'indique le programme :
« Danach Niederländisches Dankgebet, gesungen vom Wiener Männergesangsverein. Die Nation singt mit. Bei der dritten Strophe läuten alle Glocken der Kirchen im Reichsgebiet. »
(« Ensuite, la prière d'action de grâces néerlandaise, chantée par la Société chorale à voix d'hommes de Vienne. La nation chante avec eux. À partir de la troisième strophe, toutes les cloches de l'Empire sonnent. »)
« Gott, der Gerechte » (le Dieu de justice) devint métaphorique pour désigner la « Vorsehung » (la prévoyance), et la chanson servait d'encouragement. En tant que tel, elle figure dans des films comme Fridericus Rex ou Kolberg (1944) – ce dernier du réalisateur allemand Veit Harlan – ainsi que dans Stalingrad (1993) de Joseph Vilsmaier.

#### Le succès dans les pays anglo-saxons
Depuis sa redécouverte au XIXe siècle, Wilt heden nu treden trouva rapidement des adeptes en Angleterre et aux États-Unis. We Gather Together (Nous nous réunissons), la traduction de Theodore Baker (1894), devint incontournable dans le répertoire de chansons du jour de Thanksgiving. En 1902, Julia Bulkley Cady Cory en fit une nouvelle traduction : We Praise Thee, O God, our Redeemer (Nous te louons, ô Dieu, notre Rédempteur).
Si, en raison de la récupération par le national-socialisme, la chanson est aujourd'hui devenue suspecte en Allemagne et y est à peine connue en dehors de son usage traditionnel dans l'armée lors des vœux (tout comme dans le passé), on peut tout de même encore l'écouter de nos jours aux États-Unis dans de nombreuses harmonisations, entre autres le 4 juillet, à l'occasion du jour de Thanksgiving, dans l'interprétation des Boston Pops.

## Ressources

### Sources
- (de) Cet article est partiellement ou en totalité issu de l’article de Wikipédia en allemand intitulé « Adriaen Valéry » (voir la liste des auteurs).

- (en) Cet article est partiellement ou en totalité issu de l’article de Wikipédia en anglais intitulé « Adrianus Valerius » (voir la liste des auteurs).

- (nl) Cet article est partiellement ou en totalité issu de l’article de Wikipédia en néerlandais intitulé « Adriaen Valerius » (voir la liste des auteurs).
- (nl) Adriaen Valerius, biographies et œuvres sur le site web de la Bibliothèque numérique de la littérature néerlandaise

### Discographie
- Adriaen Valerius: Nederlandtsche Gedenck-Clanck, The Spirit of Gambo, sous la direction de Frederik Borstlap, RONERrecords 001, 2005.